# François Antoine Bodumont
François Antoine Bodumont, né à Bruxelles le 5 novembre 1801 et mort à Molenbeek-Saint-Jean le 31 décembre 1829, est un peintre belge connu pour ses sujets religieux et ses œuvres relevant du domaine de la mythologie.

## Biographie
François Antoine Bodumont, fils de Jean-Baptiste Joseph Bodumont, arpenteur géomètre des forêts nationales et de Marie Anne Petronille Van Esschen, est né rue de Flandre à Bruxelles en 1801. 
En 1816, François Antoine Bodumont devient élève de l'Académie royale des beaux-arts de Bruxelles où il est récompensé par un second prix en 1820. La même année, il s'inscrit à l'Académie royale des beaux-arts de Gand où il bénéficie de l'enseignement de Joseph Paelinck jusqu'en 1824. Ses œuvres couvrent le champ de la peinture religieuse et des sujets mythologiques.
Il s'établit à Molenbeek-Saint-Jean à partir de 1825. Il expose à Gand (1826), Bruxelles (1827) et Anvers (1828). En février 1829, il défend la liberté de la presse et s'oppose à la condamnation de Louis de Potter, alors rédacteur au Courrier des Pays-Bas, journal libéral d’opposition au gouvernement de Guillaume Ier des Pays-Bas.
Il meurt, célibataire, à l'âge de 28 ans, le 31 décembre 1829, dans sa demeure à Molenbeek-Saint-Jean.

## Œuvres
- 1822 : Le Seigneur et la Samaritaine, premier prix du concours de l'Académie de Gand[2],[N 3].
- 1823 : Le Sommeil de l'Amour, demi-figure de grandeur naturelle présentée au Salon de Gand[3].
- 1824 : Reconnaissance d'Oreste et d'Électre, accessit au salon de la Société royale pour l'encouragement des Beaux-arts de Bruxelles[4].
- 1824 : Léonidas, accessit au même salon[4].
- 1825 : Amour endormi, offert comme prix d'une loterie organisée à Harlem[5].